# جون دبفات
جون دبفات (بالفرنسية: Jean Dubuffet) (و. 1901 – 1985 م) هو رسام، ونحات، وفنان تشكيلي، وكاتب، من فرنسا، ولد في لو هافر، وكان عضوًا في الأكاديمية الملكية للفنون، توفي في باريس، عن عمر يناهز 84 عاماً.

## التعليم
تعلم في أكاديمية جوليان، وÉcole supérieure d'art et design Le Havre-Rouen ‏.

## روابط خارجية
- جون دبفات على موقع الموسوعة البريطانية (الإنجليزية)
- جون دبفات على موقع مونزينجر (الألمانية)
- جون دبفات على موقع ميوزك برينز (الإنجليزية)
- جون دبفات على موقع ديسكوغز (الإنجليزية)